# Shapley–Curtis-vita

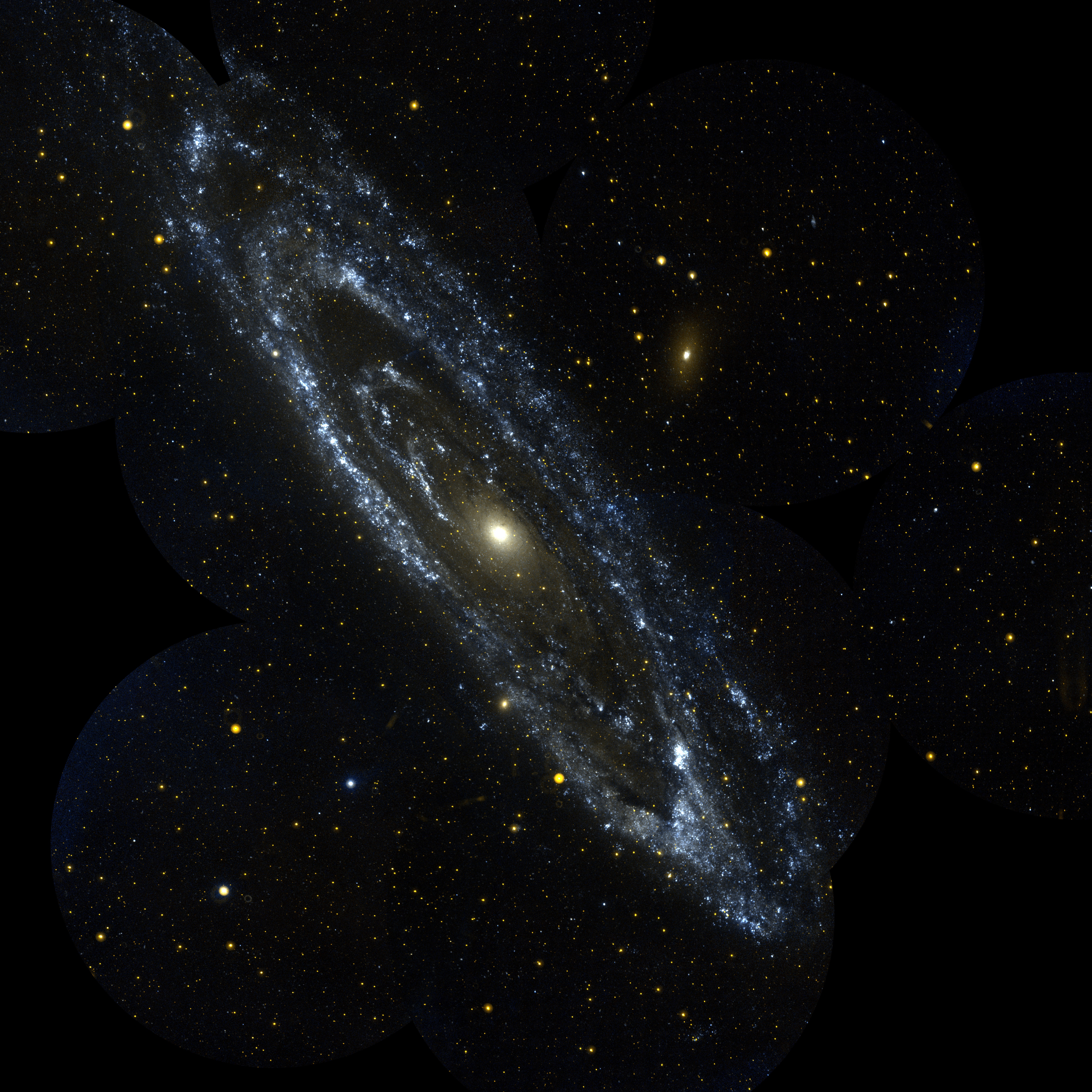
Az Androméda-galaxis ultraibolya fényben

A csillagászatban Shapley–Curtis-vita néven ismert, nyilvánosság előtt tartott, és a tudomány fejlődésére nagy hatással lévő vita Harlow Shapley és Heber Curtis csillagász, illetve az általuk képviselt elmélet között zajlott a spirálgalaxisok, illetve „ködök” távolságáról és a világegyetem méretéről.
1920 körül éles vita tárgya volt a csillagászok között, hogy más galaxisok a Tejútrendszeren belül, vagy kívül vannak-e. Az alapkérdés az volt, hogy a távcsövekben ködnek látszó foltok vajon viszonylag kis méretűek és közel, a mi galaxisunkban vannak-e, vagy ezek nagy távolságban lévő független galaxisok?
A nagy távolságok meghatározására vonatkozó kétféle elképzelés közötti ellentét miatt az Amerikai Tudományos Akadémia ülést szervezett, amit 1920 áprilisában tartottak Washingtonban. Tárgya ez volt: „A világegyetem mérete”. A vita előtt elismeréseket adtak át, ami azzal járt, hogy az amerikai tudományos élet jó néhány jeles képviselője jelen volt az ülésen. Henrietta Swan Leavitt nem volt jelen a megbeszélésen – annak ellenére, hogy a vita az őáltala felfedezett periódus-fényesség összefüggésből indult ki, illetve az erre épülő távolságmeghatározásokon folyt – hiszen sem megfelelő szakmai pozíciója, sem megfelelő végzettsége nem volt hozzá, hogy meghívják, ráadásul még kislány korában meg is süketült, így érteni sem értette volna az elhangzottakat. Voltak azonban néhányan, akik azt gondolták róla, hogy a munkássága remek, és ezek között volt Harlow Shapley is.
Egy másik személy, aki hiányzott a megbeszélésről (amit később „the Great Debate”, am. „nagy vita” néven emlegettek), a 38 éves Edwin Powell Hubble volt, aki úgy gondolta, helyes Curtisnek az az elképzelése, hogy több galaxis létezik. Hubble a Mount Wilsonban dolgozott, Kaliforniában, ahol a korábbi években Shapley is tevékenykedett; így kollégák voltak és ismerték, de nem kedvelték egymást. Shapley Missouri államból származott, és volt benne egy adag „falusi fiú” ingerlékenység, míg Hubble felsőbb társadalmi osztályból származó, Rhodes-ösztöndíjjal végzett tudós volt. Shapley lenézte Hubble bizonyítványait; azt, hogy a nála kissé fiatalabb férfi eredetiben olvasott klasszikusokat, köztük görög és latin szerzők műveit, dilettantizmusnak tekintette. Mégis Edwin Hubble volt az, aki a Leavitt által felfedezett összefüggést a cefeidák periódusa és fényessége között a leginkább kiterjesztette.
A vitára 1920. április 26-án került sor a Smithsonian Intézet Spencer Baird előadóteremében.
A két csillagász a nap folyamán független elemzéseket mutatott be „a világegyetem mérete” témában, majd este megbeszéléseket tartottak. A „nagy vita” elnevezés (ahogy angolul nevezik: „Great Debate”) két írásból született, amiket Shapley és Curtis „az amerikai nemzeti kutatási tanács” 1921. év májusi Értesítő-jében jelentetett meg. Mindkét írás tartalmazta az ellenérveket is, amik az 1920-as találkozáson elhangzottak.
Shapley amellett érvelt, hogy a Tejútrendszer alkotja a teljes univerzumot. Úgy gondolta, hogy az Androméda-galaxis és a spirálködök a Tejút részei. Feltételezését azzal a számadattal támasztotta alá, hogy ha az Androméda-köd nem része a Tejútrendszernek, akkor irdatlan távolságban kellene lennie, legalább 108 fényévre.
Adriaan van Maanen, jól ismert és tisztelt csillagász Shapley feltételezését támasztotta alá. Ő arról számolt be, hogy megfigyelte a Szélkerék-galaxis spirálkarjának forgását. Ha a Szélkerék-galaxis egy távoli galaxis, akkor a forgási sebesség megközelítette vagy meghaladta volna a fénysebességet, amiről abban az időben már ismert volt, hogy a speciális relativitáselmélet szerint nem léphető túl.  Ugyancsak bizonyítéknak számított egy nóva, amit az Androméda-ködben figyelt meg, ami átmenetileg fényesebb volt, mint a galaxis magja, ez pedig akkora energiamennyiség felszabadulását jelentette, ami akkoriban elképzelhetetlen volt. Vagyis a nóvának és az Androméda-ködnek is közelebb, a Tejúton belül kellett lennie.
Curtis álláspontja ezekkel szemben az volt, hogy az Androméda-galaxis és a spirálködök is önálló, távoli galaxisok (Immanuel Kant filozófus szavaival „sziget univerzumok”). Curtis rámutatott, hogy az Andromédában több nóva van, mint a Tejútrendszerben (ami ellentmondás, ha az Androméda a Tejútrendszeren belül lenne). A forgási sebesség meghatározásában kételkedtek (ez valóban téves adat volt).

## A vita után
A későbbiekben nyilvánvalóvá vált, hogy van Maanen megfigyelései téves eredményt adtak, a Szélkerék-galaxis forgása egy emberöltőn belül nem észlelhető (tehát a forgás sebessége nem lépi túl a fénysebességet).
Edwin Hubble munkájának köszönhetően ma úgy tudjuk, hogy a látható világegyetemben több százmilliárd galaxis található és a Tejútrendszerünk csak egy ezek között.
Ugyancsak ismert, hogy a Shapley által hivatkozott nóva valójában szupernóva volt, ami rövid ideig valóban túl tudja világítani egy egész galaxis fényét.
A többi eredmény vegyes képet mutat: a Tejútrendszer mérete a két becsült szélsőérték között van.

## Külső hivatkozások
- A Shapley–Curtis vita (the Shapley–Curtis Debate 1920) angolul a NASA website-on
- Horváth István: The Great Debate Hosszabb magyar nyelvű cikk.
- Trimble, V. (1995). „The 1920 Shapley–Curtis Discussion: Background, Issues, and Aftermath”. Publications of the Astronomical Society of the Pacific 107, 1133. o. DOI:10.1086/133671.

## Fordítás
Ez a szócikk részben vagy egészben  a   The Great Debate című angol Wikipédia-szócikk fordításán alapul.  Az eredeti cikk szerkesztőit annak laptörténete sorolja fel. Ez a jelzés csupán a megfogalmazás eredetét és a szerzői jogokat jelzi, nem szolgál a cikkben szereplő információk forrásmegjelöléseként.